# Lermajávrásj
Lermajávrásj, enligt tidigare ortografi Lärmajauratj, är en sjö i Jokkmokks kommun i Lappland och ingår i Luleälvens huvudavrinningsområde. Sjön har en area på 0,502 kvadratkilometer och ligger 617 meter över havet. Lermajávrásj ligger i Padjelanta Natura 2000-område.

## Delavrinningsområde
Lermajávrásj ingår i det delavrinningsområde (747663-152146) som SMHI kallar för Utloppet av Lärmajauratj. Medelhöjden är 664 meter över havet och ytan är 3,21 kvadratkilometer. Det finns inga avrinningsområden uppströms utan avrinningsområdet är högsta punkten. Vattendraget som avvattnar avrinningsområdet har biflödesordning 3, vilket innebär att vattnet flödar genom totalt 3 vattendrag (Vuojatädno, Stora Luleälv, Luleälven) innan det når havet efter 429 kilometer. Avrinningsområdet består mestadels av kalfjäll (84 procent). Avrinningsområdet har 0,5 kvadratkilometer vattenytor vilket ger det en sjöprocent på 15,6 procent.

## Galleri

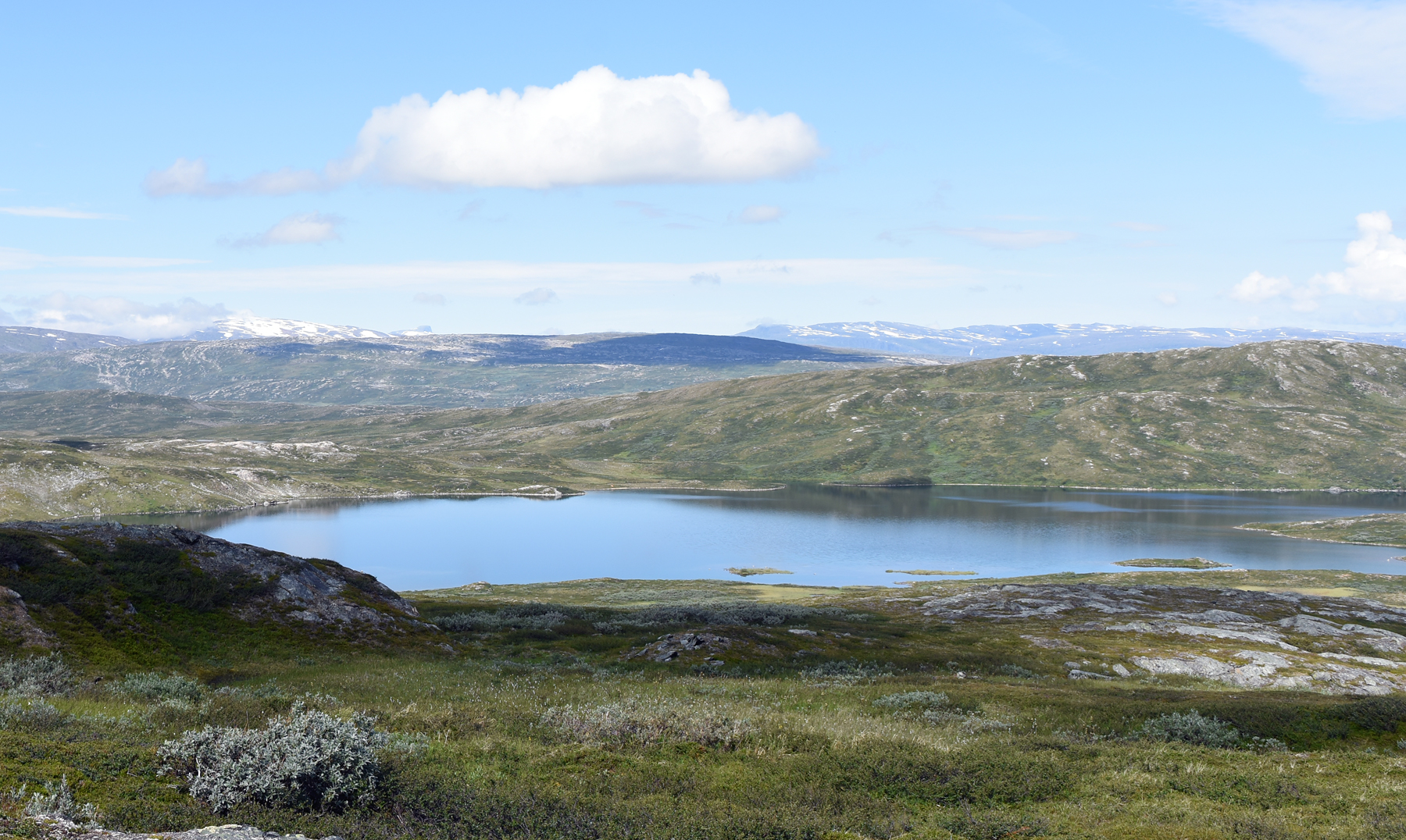
Lermajávrásj - vy mot nordost.